# Gibo Yukihide
Yukihide Gibo (sinh ngày 2 tháng 4 năm 1996) là một cầu thủ bóng đá người Nhật Bản.

## Sự nghiệp câu lạc bộ
Yukihide Gibo đã từng chơi cho FC Ryukyu.